# Varèse Calcio
Maillots
Actualités
Le Varèse Football Club est un club italien de football fondé en 1910. Il est basé à Varèse dans la province éponyme.

## Historique
Le club est fondé le 22 mars 1910.

## Palmarès
- Championnat d'Italie de Serie B
  - Champion :  1964, 1970, 1974

- Championnat d'Italie de Serie C1
  - Champion : 1963, 1980

- Championnat d'Italie de Serie C2
  - Champion : 1990, 1998, 2009

- Championnat d'Italie de Serie D
  - Champion : 2006

- Coupe d'Italie de Serie C
  - Vainqueur : 1995

- Coupe d'Italie de Serie D
  - Vainqueur : 1994

## Records
- Joueur le plus capé : Edoardo Gorini, 251 matchs
- Meilleur buteur du club : Osarimen Ebagua, 41 buts

## Identité du club

### Changements de noms
- 1914-1923 : Varese Football Club
- 1923-1927 : Associazione Sportiva Varesina
- 1927-1946 : Varese Sportiva
- 1946-1970 : Varese Football Club
- 1970-1988 : Varese Calcio
- 1988-2004 : Varese Football Club
- 2004-2015 : Associazione Sportiva Varese 1910
- 2015-2018 : Varese Calcio
- 2018-2019 : Società Sportiva Dilettantistica Varese Calcio
- 2019-2020 : Associazione Sportiva Dilettantistica Città di Varese
- 2020-2025 : Città di Varese Società Sportiva Dilettantistica
- 2025- : Varese Football Club

### Historique du logo

Ancien logo (années 1960-1980)
Ancien logo (jusqu'en 2004)
Ancien logo (2004-2008)
Ancien logo (2008-2015)
Ancien logo (2015-2018)

## Anciens joueurs
- Pietro Anastasi
- Ibrahim Ba
- Federico Balzaretti
- Fabio Bazzani
- Roberto Bettega
- Roberto Boninsegna
- Pietro Carmignani
- Luca Castellazzi
- Nestor Combin
- Antonio Di Natale
- André-Joël Eboué
- Andrea Gasbarroni
- Claudio Gentile
- Massimo Maccarone
- Giampiero Marini
- Giuseppe Meazza
- Angelo Orlando (en)
- Franco Ossola
- Sergio Pellissier
- Gianluca Pessotto
- Armando Picchi
- Davide Possanzini
- Michelangelo Rampulla
- Leandro Rinaudo
- Stefano Sorrentino
- Horst Szymaniak
- Giovanni Trapattoni
- Paolo Vanoli
- Achraf Lazaar